# Odontopera muscularia
Odontopera muscularia är en fjärilsart som beskrevs av Otto Staudinger 1892. Odontopera muscularia ingår i släktet Odontopera och familjen mätare. Inga underarter finns listade i Catalogue of Life.